# El primer círculo
El primer círculo, escrito por Aleksandr Solzhenitsyn, publicado en 1968. Narra las experiencias del autor en diversos centros de trabajo durante el período de internamiento (fue condenado a ocho años de trabajos forzados y a destierro perpetuo por mantener correspondencia con un amigo en la que criticaba las decisiones del gobierno). Ambos estaban en el frente de Prusia Oriental, cerca de Königsberg (actualmente Kaliningrado) durante la Segunda Guerra Mundial. 
Así como en Archipiélago Gulag narra su estancia en los más sórdidos campos de trabajo del Gulag, donde escaseaba hasta lo más necesario y los presos se hacinaban en celdas en las que no había espacio ni para tenderse en el suelo y en las que había un alto índice de mortandad debido al exceso de trabajo y a la falta de comida; en El primer círculo nos introduce en la vida de esos otros campos de trabajo, denominados "islas paradisíacas" del Gulag a los que el gobierno derivaba a los científicos que reclutaba de los campos de concentración para que trabajaran en proyectos de ingeniería que se consideraban estratégicos en aquella época, como centrales eléctricas o equipos de telefonía. Solzhenitsyn recaló en uno de estos centros porque en un censo que hicieron en el campo de concentración en que estaba se hizo pasar por físico, sin tener el título, aunque tenía conocimientos.
Estos centros de trabajo se diferenciaban de los campos de concentración en que la alimentación no era tan escasa, y en que la disciplina era menos estricta. Además de que el trabajo no era corporal y los presos podían relacionarse entre sí en las horas libres.
A esa prisión "de lujo" que es en realidad El primer círculo, el primer círculo del infierno dantesco, llega el encargo de perfeccionamiento de nuevas técnicas de espionaje con el fin de descubrir a un espía, un traidor del Kremlin que sin saberlo ha dejado que su voz sea grabada en un magnetófono. Esta es la trama que utiliza el autor para presentarnos a la maltratada clase intelectual y científica de la época de la postguerra, inmersos en la contradicción que supone estar trabajando para un estado que te considera su peor enemigo y que te tiene privado de libertad.
El tema principal sobre el que Solzhenitsyn trata de ilustrarnos es el totalitarismo, y cómo éste influye en la persona. De esta manera podemos ponerlo en comparación con otras obras que nos hablan de la misma temática, como lo son Un mundo feliz, de Aldous Huxley, o bien 1984, de George Orwell.
- Datos: Q599585